# Vigna parkeri
Vigna parkeri är en ärtväxtart som beskrevs av John Gilbert Baker. Vigna parkeri ingår i släktet vignabönor, och familjen ärtväxter.

## Underarter
Arten delas in i följande underarter:
- V. p. maranguensis
- V. p. parkeri